# El Llamp (editorial)
El Llamp és una editorial que va ser fundada el 23 de febrer de 1982 a Barcelona per l'editor Enric Borràs i Cubells (Gandesa, 1920-Barcelona, 1985) i el seu fill Enric. Va prendre el nom de la revista homònima El Llamp.
L'editorial es va especialitzar en l'edició d'assaigs sobre el pensament polític independentista i d'obres literàries. Alguns dels llibres de la col·lecció d'assaig polític La Rella es van convertir en peces de referència, com per exemple Cròniques Colonials (1983), de Manuel de Pedrolo, És molt senzill, digueu-li Catalunya (1985), de Josep Guia, Terra Lliure (1986), de Jaume Fernández Calvet, o Origen de la bandera independentista, de Joan Crexell (1984); d'aquest mateix autor cal esmentar l'estudi històric Premsa catalana clandestina i d’exili, 1917-1938 (1986). S'hi publicaren també diversos textos de Josep Miracle i Francesc Ferrer i Gironès.
Pel que fa a la literatura, la sèrie Originals aplegava conte i novel·la curta, i La Cuca al Cau va ser la primera col·lecció de literatura eròtica en llengua catalana. De les divuit narracions breus (habitualment menys de cent pàgines) que van arribar a publicar-se, la trilogia anònima Quaderns d’en Marc (1984, atribuïda a Manuel de Pedrolo) va tenir tant d'èxit que va originar seqüeles. Cal destacar també el Bocavulari eròtic de la llengua catalana (1987), un diccionari preparat per Pep Vila. Altres col·leccions del segell van ser Antropologia, de monografies d'antropologia i etnologia; La Franja, sobre diversos aspectes de la Franja de Ponent; El Rail, dedicada al món dels trens; Escacs, sobre teoria del joc; i Historieta Gràfica, sèrie de sis còmics protagonitzats per un mateix personatge, Roc Ventós.
El Llamp va promoure la recuperació de la capçalera de la revista El Llamp. El 23 de febrer de 1984 es publica, en aquesta segona època, a Barcelona. Fou dirigida, en una primera etapa, per Joan Crexell i Playà i, posteriorment, pels germans Xavier i Enric Borràs. De periodicitat quinzenal, es proposava d'ésser una plataforma d'opinió i debat catalanista on es reflectís el present i el futur de Catalunya i dels Països Catalans. El 7 de maig de 1987 deixà de publicar-se per problemes econòmics, tot assolint setanta-quatre números. Abastà un tiratge de més de 2.000 exemplars, 1.000 dels quals per subscripció.
Enric Borràs manté el web El Llamp, d'opinió i actualitat sota les mateixes premisses.